# Órla Fallon
Órla Fallon (właśc. Órlagh Fallon, ur. 24 sierpnia 1974 roku w Knockananna, Irlandia) – irlandzka piosenkarka, była solistka zespołu Celtic Woman oraz chóru Anúna. Gra na harfie, śpiewa tradycyjną irlandzką muzykę, często w języku irlandzkim.
Jej debiutancki album The Water is Wide został wydany w 2000 roku. W 2005 roku nagrała płytę Rubicon razem z Moyą Brennan. W 2010 roku zdecydowała się opuścić zespół i skupić się na solowej karierze. Zastąpiła ją Alex Sharpe.

## Dyskografia
- Órla Fallon: The Water is Wide (2000)
- Celtic Woman (marzec 2005)
- The Duggans: Rubicon (2005)
- Celtic Woman: A Christmas Celebration (październik 2006)
- Celtic Woman: A New Journey (styczeń 2007)
- Celtic Woman: The Greatest Journey (październik 2008)
- Órla Fallon: Distant Shore (wrzesień 2009)
- Music of Ireland: Welcome Home (marzec 2010)
- Winter, Fire & Snow: A Celtic Christmas Collection (wrzesień 2010)
- Órla Fallon's Celtic Christmas (listopad 2010)
- Órla Fallon: My Land (marzec 2011)
- Órla Fallon: Lullaby Time (2012)
- Órla Fallon: Sweet By and By (2017)
- Órla Fallon: A Winter's Tale (2019)